# Alf Svensson (guitarist)
 For alternative betydninger, se Alf Svensson. (Se også artikler, som begynder med Alf Svensson)
Alf Svensson (født 1967) er en svensk heavy metal-guitarist. Til at begynde med spillede han i bandet Oral fra 1984 til 1989. Efterfølgende sluttede han sig foreløbigt til Grotesque og Liers in Wait inden han gik med sammen med At the Gates. Svensson var deres guitarist til 1993. I 1994 genforenede han Oral for at indspille en EP. Efterfølgende stiftede han Oxiplegatz og udgav tre albums med dem.

## Diskografi

### Med At the Gates
- Gardens of Grief – EP (1991)
- The Red in the Sky Is Ours (1992)
- With Fear I Kiss the Burning Darkness (1993)

#### Singler
- "Kingdom Gone" (1992)
- "The Burning Darkness" (1993)

### Med Grotesque
- In the Embrace of Evil (bonus tracks)

### Med Oral
- Slagen i Blod – EP (1994)

### Med Oxiplegatz
- Fairytales (1994)
- Worlds and Worlds (1996)
- Sidereal Journey (1998)